# Villar del Salz
Villar del Salz – gmina w Hiszpanii, w prowincji Teruel, w Aragonii, o powierzchni 38,69 km². W 2011 roku gmina liczyła 79 mieszkańców.